# Satz von Haruki

Satz von Haruki:

Der Satz von Haruki, benannt nach Hiroshi Haruki (gest. 1997), ist ein Satz der ebenen Geometrie, der eine Streckenidentität beschreibt, die bei drei sich gegenseitig schneidenden Kreisen auftritt.
Verbindet man bei drei sich gegenseitig schneidenden Kreisen (siehe Zeichnung) die drei äußeren Schnittpunkte jeweils mit den beiden nächstgelegenen inneren Schnittpunkten, so erhält man sechs Strecken. Nummeriert man diese Strecken aufsteigend im oder gegen den Uhrzeigersinn, so gilt, dass das Produkt der Strecken mit ungeraden Nummern gleich dem Produkt mit geraden Nummer ist. Für die Strecken {\displaystyle s_{1},s_{2},s_{3},s_{4},s_{5},s_{6}} gilt also:
{\displaystyle s_{1}\cdot s_{3}\cdot s_{5}=s_{2}\cdot s_{4}\cdot s_{6}}
beziehungsweise
{\displaystyle {\frac {s_{1}}{s_{2}}}\cdot {\frac {s_{3}}{s_{4}}}\cdot {\frac {s_{5}}{s_{6}}}=1}